# スーパーヒーロー大集合
スーパーヒーロー大集合（スーパーヒーローだいしゅうごう）は、1979年から1995年まで後楽園ゆうえんち（現・東京ドームシティアトラクションズ）の野外劇場で行われたイベント。

## 概要
後楽園ゆうえんちの野外劇場でヒーローショーが行われていたスーパー戦隊シリーズを中心として、仮面ライダーシリーズやメタルヒーローシリーズなどの複数の特撮ヒーローが競演（クロスオーバー）するヒーローショーである。時期によってはウルトラシリーズのキャラクターとも競演した。元日以降の公演ではショーの終盤には新戦隊も登場する。未就学児の来場者には新戦隊の下敷きをプレゼントしていた。
1979年に「せいぞろい 帰ってきたスーパーヒーロー」、1981年には「せいぞろいだよ! スーパーヒーロー」のタイトルで行われ、1982年より正式に「スーパーヒーロー大集合」のタイトルが用いられるようになった。
なお、2003年12月26日から2004年1月12日まで、同名のイベントが東京ドームシティプリズムホールで行われたが、特に関連はない。こちらはヒーローなどの展示や『仮面ライダーファイズ』ショーといった「スーパーヒーローワールド」と、『爆竜戦隊アバレンジャー』ショー「レッド戦士夢の競演」の2部構成となっていた。

## 参加作品

### 1979年
- UFO大戦争 戦え! レッドタイガー
  - レッドタイガー
- 秘密戦隊ゴレンジャー
- 仮面ライダーストロンガー ※カブトローに乗って登場
- 仮面ライダーV3
- 仮面ライダー
  - 仮面ライダー1号
  - 仮面ライダー2号 (ただし、当時のポスターには用いられていない)

### 1980年
- バトルフィーバーJ
- ザ☆ウルトラマン（アニメ）
  - ウルトラマンジョーニアス
- スパイダーマン
- 仮面ライダーストロンガー ※カブトローに乗って登場
- 仮面ライダーV3
- 電子戦隊デンジマン（客演）

- 別ステージにて開催のショーよりドラえもん（アニメ）も告知では共演したが、本ショーには参加していない。

### 1981年
- 電子戦隊デンジマン
- バトルフィーバーJ
  - バトルジャパン
  - バトルケニア
- 仮面ライダーストロンガー ※カブトローに乗って登場
- 仮面ライダーV3
- 太陽戦隊サンバルカン（客演）

### 1982年
- 太陽戦隊サンバルカン
- 電子戦隊デンジマン
  - デンジレッド
  - デンジグリーン
- バトルフィーバーJ
  - バトルジャパン
  - ミスアメリカ
- 仮面ライダーストロンガー ※カブトローに乗って登場
- 仮面ライダーV3
- ウルトラマンタロウ
- 大戦隊ゴーグルファイブ（客演）

### 1983年
- 大戦隊ゴーグルファイブ
- 宇宙刑事ギャバン
- 太陽戦隊サンバルカン
  - バルパンサー
- 電子戦隊デンジマン
  - デンジレッド
  - デンジグリーン
- 仮面ライダーストロンガー ※カブトローに乗って登場
- 仮面ライダーV3
- ウルトラマンタロウ
- 科学戦隊ダイナマン（客演）

### 1984年
- 科学戦隊ダイナマン
- 宇宙刑事シャリバン ※本人のスケジュールによっては渡洋史が声のみ出演した回がある
- 大戦隊ゴーグルファイブ
  - ゴーグルレッド
  - ゴーグルブラック
  - ゴーグルピンク
- 宇宙刑事ギャバン
- 太陽戦隊サンバルカン
  - バルパンサー
- 仮面ライダーストロンガー ※カブトローに乗って登場
- ウルトラマンタロウ
- 超電子バイオマン（客演）

### 1985年
- 超電子バイオマン
- 宇宙刑事シャイダー
- 星雲仮面マシンマン
- 科学戦隊ダイナマン
  - ダイナレッド
  - ダイナブルー
- 大戦隊ゴーグルファイブ
  - ゴーグルブラック
- 太陽戦隊サンバルカン
  - バルパンサー
- 電子戦隊デンジマン
  - デンジグリーン
- 仮面ライダーストロンガー ※カブトローに乗って登場
- 電撃戦隊チェンジマン（客演）

### 1986年
- 電撃戦隊チェンジマン
- 巨獣特捜ジャスピオン
- 兄弟拳バイクロッサー
  - バイクロッサー・ケン
- 超電子バイオマン
  - レッドワン
  - グリーンツー
- 宇宙刑事シャイダー
- 科学戦隊ダイナマン
  - ダイナレッド
- 大戦隊ゴーグルファイブ
  - ゴーグルブラック
- 太陽戦隊サンバルカン
  - バルシャーク
- 仮面ライダースーパー1 ※ブルーバージョンに乗って登場
- 超新星フラッシュマン（客演）

### 1987年
- 超新星フラッシュマン
- 時空戦士スピルバン
- 電撃戦隊チェンジマン
  - チェンジドラゴン
  - チェンジマーメイド
- 巨獣特捜ジャスピオン
- 超電子バイオマン
  - レッドワン
  - グリーンツー
- 宇宙刑事シャイダー
- 科学戦隊ダイナマン
  - ダイナレッド
- 仮面ライダースーパー1 ※ブルーバージョンに乗って登場
- 光戦隊マスクマン（客演）

### 1988年
- 光戦隊マスクマン
- 仮面ライダーBLACK ※バトルホッパーに乗って登場
- 超人機メタルダー
- 超新星フラッシュマン
  - レッドフラッシュ
  - ブルーフラッシュ
- 時空戦士スピルバン
- 電撃戦隊チェンジマン
  - チェンジドラゴン
  - チェンジフェニックス
- 超電子バイオマン
  - グリーンツー
- 宇宙刑事シャイダー
- 科学戦隊ダイナマン
  - ダイナブラック ※バトルテクターを装着して登場
- 超獣戦隊ライブマン（客演）

### 1989年
- 超獣戦隊ライブマン
- 仮面ライダーBLACK→仮面ライダーBLACK RX（BLACKはバトルホッパーに乗って登場。また、作品公式の設定ではないが、途中でRXに二段変身するオリジナル設定）
- 世界忍者戦ジライヤ
  - 磁雷矢
  - 恵美破
- 光戦隊マスクマン
  - レッドマスク
  - ピンクマスク
- 超人機メタルダー
- 超新星フラッシュマン
  - レッドフラッシュ
  - イエローフラッシュ
- 電撃戦隊チェンジマン
  - チェンジドラゴン
- 高速戦隊ターボレンジャー（客演）

### 1990年
- 高速戦隊ターボレンジャー
- 機動刑事ジバン
- 仮面ライダーBLACK→仮面ライダーBLACK RX（BLACKはバトルホッパーに乗って登場し、前年同様、途中でRXに二段変身）
- 超獣戦隊ライブマン
  - レッドファルコン
  - イエローライオン
- 世界忍者戦ジライヤ
  - 磁雷矢
- 光戦隊マスクマン
  - レッドマスク
  - ピンクマスク
- 超新星フラッシュマン
  - グリーンフラッシュ
- 電撃戦隊チェンジマン
  - チェンジドラゴン
- 地球戦隊ファイブマン（客演）

### 1991年
- 地球戦隊ファイブマン
- 特警ウインスペクター
- 高速戦隊ターボレンジャー
  - レッドターボ
  - ピンクターボ
- 仮面ライダーBLACK RX
- 超獣戦隊ライブマン
  - レッドファルコン
  - ブルードルフィン
- 光戦隊マスクマン
  - レッドマスク
- 鳥人戦隊ジェットマン（客演）

### 1992年
- 鳥人戦隊ジェットマン
- 特救指令ソルブレイン
  - ソルブレイバー
  - ナイトファイヤー
- 地球戦隊ファイブマン
  - ファイブレッド
  - ファイブブルー
- 特警ウインスペクター
  - ファイヤー（ジェットコースターに乗って登場し、途中でナイトファイヤーに二段変身）
- 高速戦隊ターボレンジャー
  - レッドターボ
  - ピンクターボ
- 仮面ライダーBLACK RX
- 超獣戦隊ライブマン
  - イエローライオン
- 光戦隊マスクマン
  - レッドマスク
- 恐竜戦隊ジュウレンジャー（客演）
- 千秋楽において、仮面ライダースーパー1、バトルケニア、人造人間キカイダーもゲスト出演した

### 1993年
- 恐竜戦隊ジュウレンジャー
- 仮面ライダーZO
- 特捜エクシードラフト
- 鳥人戦隊ジェットマン
  - レッドホーク
  - ホワイトスワン
- 地球戦隊ファイブマン
  - ファイブブラック
- 高速戦隊ターボレンジャー
  - ブラックターボ (ただし、当時販売されたグッズでは、イエローターボになっていた)
- 五星戦隊ダイレンジャー（客演）
- 千秋楽において、ブラックコンドルもゲスト出演した

### 1994年
- 五星戦隊ダイレンジャー
- 特捜ロボ ジャンパーソン
- 恐竜戦隊ジュウレンジャー
  - ティラノレンジャー→アームドティラノレンジャー
  - ドラゴンレンジャー
- 鳥人戦隊ジェットマン
  - レッドホーク
  - ブラックコンドル
- 仮面ライダーBLACK RX
- 忍者戦隊カクレンジャー（客演）

### 1995年
- 忍者戦隊カクレンジャー
- 仮面ライダーJ
- 五星戦隊ダイレンジャー
  - リュウレンジャー
  - ホウオウレンジャー
- 恐竜戦隊ジュウレンジャー
  - ティラノレンジャー
  - ドラゴンレンジャー
- 超力戦隊オーレンジャー（客演）
- 千秋楽において、和田圭市と羽村英もゲスト出演した